# Francis Boyle (jurist)
Francis Anthony Boyle, född 25 mars 1950 i Chicago, Illinois, död 30 januari 2025 i Urbana, Illinois, var en amerikansk professor i folkrätt vid University of Illinois College of Law. 
Boyle argumenterade för tätare relationer mellan USA och Libyen, för hawaiiskt oberoende och jämförde Israels agerande i Palestina med Nazityskland. Han uppmanade också Iran att stämma USA inför den internationella domstolen i Haag, med syftet att avskräcka från attacker på Irans kärnkraftsanläggningar. Boyle erbjöd sig i samband med det att representera Iran. 
Åren 1988–1992 var Boyle styrelseledamot i Amnesty International i USA. Boyle ansåg emellertid att Amnesty var partiskt i sina rapporter om brott mot de mänskliga rättigheterna. Boyle hotade att stämma Amnesty, men de båda parterna nådde en överenskommelse.